# Ving Rhames
Irving Rameses Rhames, dit Ving Rhames, né le 12 mai 1959 à Harlem (quartier de New York), est un acteur américano-barbudien.
Il est notamment connu pour son rôle du mafieux Marsellus Wallace dans le film Pulp Fiction (1994) de Quentin Tarantino. Depuis 1996, il tient le rôle récurrent de Luther Stickell, personnage dans la série de films d'espionnage Mission impossible.

## Biographie

### Jeunesse et formation
Irving Rameses Rhames est né le 12 mai 1959 à Harlem, quartier de New York.

### Carrière
À la fin des années 80, il joue ses premiers rôles au cinéma, qui sont des rôles secondaires dans le drame biographique Patty Hearst de Paul Schrader en 1988 ou encore le film de guerre Outrages de Brian De Palma en 1989.
En 1994, il joue Marsellus Wallace, son premier grand rôle, dans le film Pulp Fiction de Quentin Tarantino.
En 1996, il interprète le pirate informatique désavoué Luther Stickell dans le film d'espionnage Mission impossible de Brian De Palma, aux côtés de la tête d'affiche Tom Cruise. En 2023, Ving Rhames et ce dernier sont les seuls acteurs à apparaître dans les sept films qui composent la franchise. 
En 1997, l'acteur incarne le promoteur de boxe Don King dans le téléfilm d'HBO Don King: Only in America (en). Récipiendaire du Golden Globe du meilleur acteur dans une mini-série ou un téléfilm durant la 55e cérémonie des Golden Globes, l'acteur invite sur scène Jack Lemmon et lui offre sa récompense, expliquant que : « Pour moi, être un artiste c'est donner, et j'aimerais vous donner ceci, Monsieur Jack Lemmon ». 
En 2000, l'acteur reprend pour la première fois le personnage de Luther Stickell dans le film Mission impossible 2 du cinéaste asiatique John Woo. 
Après plusieurs seconds rôles dans des films remarqués (Hors d'atteinte, Haute Voltige, Dark Blue...), il tient de nombreux rôles principaux dans des DTV (Direct To Video).
En 2002, il prête sa voix à Cobra Bubbles dans le film d'animation Lilo et Stitch des studios Disney.
En 2005, il décroche le rôle principal de la série télévisée Kojak basée sur la série du même nom des années 1970 avec Telly Savalas. 
Après la difficulté pour relancer la franchise à la suite de la déconvenue du second volet, Mission impossible 3 voit le jour en 2006 avec J. J. Abrams derrière la caméra, ainsi que de nouveau Ving Rhames dans le rôle de Luther Stickell. 
En 2011, l'acteur reprend le temps d'un caméo son rôle de Luther Stickell dans le film Mission impossible : Protocole Fantôme de Brad Bird.
Avec une importance plus grande que dans le dernier volet, l'acteur reprend une nouvelle fois le rôle de Luther Stickell en 2015 dans Mission impossible : Rogue Nation, premier volet réalisé par Christopher McQuarrie.
En 2017, accompagné des actrices Élodie Yung et Katheryn Winnick ainsi que de l'acteur David Tennant, il prête ses traits au personnage jouable Jefferson Potts dans la campagne du mode zombies du jeu vidéo Call of Duty: WWII, douzième épisode de la franchise Call of Duty.
En 2018, Christopher McQuarrie le convoque de nouveau pour incarner Luther Stickell dans Mission impossible : Fallout.
En 2022, il prête sa voix au démon Buffalo Belzer dans le film d'animation en volume Wendell et Wild de Henry Selick.
En 2023, il reprend son personnage de Luther Stickell dans le film Mission impossible : Dead Reckoning, avec pour la troisième fois Christopher McQuarrie derrière la caméra.
Il a joué sous la direction de grands réalisateurs tels que Brian De Palma, Quentin Tarantino, Steven Soderbergh et Martin Scorsese.

## Filmographie

### Cinéma

#### Films
Années 1980
- 1984 : Go Tell It On The Mountain de Stan Lathan : Gabriel, jeune
- 1986 : Native Son de Jerrold Freedman : Jack
- 1988 : Patty Hearst de Paul Schrader : Cinque
- 1989 : Outrages (Casualties of War) de Brian De Palma : le lieutenant Reilly

Années 1990
- 1990 : Le Chemin de la liberté (The Long Walk Home) de Richard Pearce : Herbet Cotter
- 1990 : L'Échelle de Jacob (Jacob's Ladder) d'Adrian Lyne : George
- 1991 : Le Vol de l'Intruder (Flight of the Intruder) de John Milius : CPO Frank McRae
- 1991 : Homicide de David Mamet : Randolph
- 1991 : Le Sous-sol de la peur (The People Under the Stairs) de Wes Craven : Leroy
- 1992 : Arrête ou ma mère va tirer ! (Stop! Or My Mom Will Shoot) de Roger Spottiswoode : M. Stereo
- 1992 : Universal Soldier: Soldat Uni-Sol
- 1993 : Le Saint de Manhattan (The Saint of Fort Washington) de Tim Hunter : Little Leroy
- 1993 : Les Princes de la ville (Bound by Honor) de Taylor Hackford : Ivan
- 1993 : Président d'un jour (Dave) d'Ivan Reitman : Duane Stevenson
- 1994 : Pulp Fiction de Quentin Tarantino : Marsellus Wallace
- 1995 : Kiss of Death de Barbet Schroeder
- 1996 : Mission impossible (Mission: Impossible) de Brian De Palma : Luther Stickell
- 1996 : Striptease d'Andrew Bergman
- 1997 : Les Ailes de l'enfer (Con Air) de Simon West : Diamond Dog
- 1997 : Rosewood de John Singleton : Mann
- 1998 : Hors d'atteinte (Out of Sight) de Steven Soderbergh : Buddy Bragg
- 1998 : Body Count de Robert Patton-Spruill : Pike
- 1999 : Haute Voltige (Entrapment) de Jon Amiel : Thibadeaux
- 1999 : À tombeau ouvert (Bringing Out the Dead) de Martin Scorsese : Marcus

Années 2000
- 2000 : Mission impossible 2 de John Woo : Luther Stickell
- 2001 : Baby Boy de John Singleton
- 2002 : Dark Blue de Ron Shelton
- 2002 : Un seul deviendra invincible de Walter Hill
- 2003 : Péché immortel : Eddie Burns (DTV)
- 2004 : L'Armée des morts (Dawn of the Dead) de Zack Snyder : Kenneth
- 2005 : Back in the Day (DTV)
- 2005 : Animal de David J. Burke : James 'Animal' Allen (DTV)
- 2006 : Mission impossible 3 de J. J. Abrams : Luther Stickell
- 2006 : Idlewild Gangsters Club de Bryan Barber (DTV)
- 2007 : Quand Chuck rencontre Larry de Dennis Dugan
- 2007 : A Broken Life de Neil Coombs : Vet
- 2008 : Animal 2 de Ryan Combs : James 'Animal' Allen (DTV)
- 2008 : Le Jour des morts (Day of the Dead) de Steve Miner
- 2008 : Saving God de Duane Crichton : Armstrong Cane (DTV)
- 2008 : Phantom Punch de Robert Townsend (DTV)
- 2009 : The Tournament de Scott Mann : Joshua Harlow (DTV)
- 2009 : Operation Endgame de Fouad Mikati (DTV)
- 2009 : The Bridge to Nowhere de Blair Underwood
- 2009 : Fais-leur vivre l'enfer, Malone ! (Give 'em Hell, Malone) de Russell Mulcahy (DTV)
- 2009 : Conspiracy (Echelon Conspiracy) de Greg Marcks
- 2009 : Evil Angel de Richard Dutcher (DTV)
- 2009 : Clones (Surrogates) de Jonathan Mostow : le prophète
- 2009 : The Goods: Live Hard, Sell Hard de Neal Brennan : Jibby Newsome

Années 2010
- 2010 : Piranha 3D d'Alexandre Aja : Shérif-adjoint Fallon
- 2010 : Death Race 2 de Roel Reiné : Weyland (DTV)
- 2010 : Master Harold... and the Boys de Lonny Price (DTV)
- 2010 : King of the Avenue de Ryan Combs (DTV)
- 2010 : The Wrath of Cain de Ryan Combs (DTV)
- 2011 : Pimp Bullies : Miguel
- 2011 : Minkow de Bruce Caulk (DTV)
- 2011 : Zombie Apocalypse (DTV)
- 2011 : Mission impossible : Protocole Fantôme de Brad Bird : Luther Stickell (caméo, non crédité)
- 2011 : Julia X (DTV)
- 2012 : Piranha 2 3D de John Gulager : Député Fallon
- 2012 : De leurs propres ailes (Won't Back Down) : Principal Thompson
- 2012 : Soldiers of Fortune de Maksim Korostyshevsky (de) : Grimaud Tourneur (DTV)
- 2012 : Mafia de Ryan Combs : Renzo Wes
- 2012 : 7 Below de Kevin Carraway : Jack (DTV)
- 2012 : Ultimate Fight d'Adam Boster et Kenneth Chamitoff (DTV)
- 2013 : In Security (DTV)
- 2013 : Force of Execution (DTV)
- 2013 : Death Race: Inferno : Weyland (DTV)
- 2014 : Percentage d'Alex Merkin : Porter (DTV)
- 2014 : Jamesy Boy de Trevor White : Conrad
- 2015 : Mission impossible : Rogue Nation de Christopher McQuarrie : Luther Stickell
- 2015 : Operator de Amariah Olson et Obin Olson : Richard (DTV)
- 2017 : Les Gardiens de la Galaxie Vol. 2 (Guardians of the Galaxy Vol. 2) de James Gunn : Charlie-27 (caméo)
- 2017 : Father Figures de Lawrence Sher : Rod Hamilton
- 2018 : Mission impossible : Fallout (Mission: Impossible - Fallout) de Christopher McQuarrie : Luther Stickell

Années 2020
- 2023 : Mission impossible : Dead Reckoning (Mission: Impossible – Dead Reckoning) de Christopher McQuarrie : Luther Stickell
- 2024 : The Instigators de Doug Liman
- 2025 : Mission: Impossible - The Final Reckoning de Christopher McQuarrie : Luther Stickell

#### Films d'animation
- 2002 : Lilo et Stitch : Cobra Bubbles
- 2003 : Stitch ! Le film : Cobra Bubbles
- 2006 : Leroy et Stitch : Cobra Bubbles
- 2017 : L'Étoile de Noël : Thaddeus
- 2022 : Wendell and Wild de Henry Selick : Buffalo Belzer

### Télévision

#### Téléfilms
- 1990 : L'école de la vie (Rising Son) de John David Coles : Ed
- 1990 : La force de vivre (When You Remember Me)  de Harry Winer
- 1991 : L'Amérique en otage de Kevin Connor : Charles Jones
- 1997 : Don King: Only in America (en) : Don King
- 2002 : L'enfant du passé
- 2002 : La rançon de la haine
- 2007 : Aquaman
- 2007 : Football Wives (en)
- 2011 : La Rivière du crime (The River Murders) de Rich Cowan
- 2011 : Blackjak : Blackjak
- 2014 : La Fin du voyage (A Day Late and a Dollar Short) : Cecil
- 2016 : Les Obstacles de la vie (A Sunday Horse) : Mr. Walentine

#### Séries télévisées
- 1985 : Deux flics à Miami (Miami Vice) : Georges (saison 1, épisode 18)
- 1986 : Les Incorruptibles de Chicago (Crime Story) : Hector Lincoln (saison 1, épisode 6)
- 1987 : Deux flics à Miami (Miami Vice) : Walker Monroe (saison 4, épisode 5)
- 1987 : L'Enfer du devoir (Tour of Duty) : SP4 Tucker (saison 1, épisode 6)
- 1988 : Spenser (Spenser: For Hire) : Henry Brown (saison 3, épisode 20)
- 1989 : Men : Charlie Hazard (6 épisodes)
- 1989 : Equalizer (The Equalizer) (saison 4, épisode 22)
- 1996 : Urgences : Walter Robbins (8 épisodes)
- 2002 : Washington Police (5 épisodes)
- 2003 : The System (9 épisodes)
- 2003 : Lilo et Stitch, la série : Cobra Bubbles (animation, voix originale)
- 2005 : Kojak : Kojak (10 épisodes)
- 2010 : Gravity : Dogg McFee (10 épisodes)
- 2013 : Monday Mornings : Dr Jorge Villanueva (10 épisodes)
- 2025 : Dope Thief (mini-série) : Bart Driscoll

### Jeux vidéo
- 2004 : DRIV3R : L'inspecteur Tobias Jones
- 2017 : Call of Duty: WWII : Jefferson Potts

## Distinctions

### Nominations
- 1998 : Acapulco Black Film Festival du meilleur acteur dans un drame d’action pour Rosewood (1997).

## Voix francophones
En version française, Saïd Amadis est la voix française régulière de Ving Rhames. Antoine Tomé, Med Hondo et Jean-Michel Martial l'ont également doublé respectivement à six reprises pour le premier et cinq reprises pour les deux suivants.
En version québécoise, il est régulièrement doublé par Manuel Tadros.